# Paracanthostracion lindsayi
Genre
Espèce
Paracanthostracion lindsayi est une espèce de poissons-coffres endémique à la Nouvelle-Zélande. Cette espèce est le seul membre du genre Paracanthostracion.

## Systématique
Le nom valide complet (avec auteur) de ce taxon est Paracanthostracion lindsayi (Phillipps, 1932).
L'espèce a été initialement classée dans le genre Ostracion sous le protonyme Ostracion lindsayi Phillipps, 1932.
Paracanthostracion lindsayi a pour synonyme :
- Ostracion lindsayi Phillipps, 1932

### GenreParacanthostracion
- (en)  Myers, P. et al., Animal Diversity Web : Paracanthostracion, 2023 (consulté le 20 août 2023)
- (en) BioLib : Paracanthostracion Whitley, 1933 (consulté le 20 août 2023)
- (en) Catalogue of Life : Paracanthostracion (consulté le 20 août 2023)
- (fr + en) EOL : Paracanthostracion (consulté le 20 août 2023)
- (fr + en) GBIF : Paracanthostracion Whitley, 1933 (consulté le 20 août 2023)
- (en) IRMNG : Paracanthostracion Whitley, 1933 (consulté le 20 août 2023)
- (fr + en) ITIS : Paracanthostracion Whitley, 1933 Non valide (consulté le 20 août 2023)
- (en) Taxonomicon : Paracanthostracion Whitley, 1933 (consulté le 20 août 2023)
- (en) WoRMS : Paracanthostracion Whitley, 1933 (+ liste espèces) (consulté le 20 août 2023)

### EspèceParacanthostracion lindsayi
- (en) Animal Diversity Web : Paracanthostracion lindsayi (consulté le 20 août 2023)
- (en) BioLib : Paracanthostracion lindsayi (Phillipps, 1932) (consulté le 20 août 2023)
- (en) Catalogue of Life : Paracanthostracion lindsayi (Phillipps, 1932) (consulté le 20 août 2023)
- (fr + en) EOL : Paracanthostracion lindsayi (Phillipps 1932) (consulté le 20 août 2023)
- (en + fr) FishBase : espèce Paracanthostracion lindsayi (+ traduction) (+ noms vernaculaires 1 & 2) (consulté le 20 août 2023)
- (fr + en) GBIF : Paracanthostracion lindsayi (Phillipps, 1932) (consulté le 20 août 2023)
- (en) IRMNG : Paracanthostracion lindsayi (Phillipps, 1932) (consulté le 20 août 2023)
- (fr + en) ITIS : Paracanthostracion lindsayi (Phillipps, 1932) Non valide (consulté le 20 août 2023)
- (en) Taxonomicon : Paracanthostracion lindsayi (Phillipps, 1932) (consulté le 20 août 2023)
- (en) WoRMS : Paracanthostracion lindsayi (Phillipps, 1932) (+ liste espèces) (consulté le 20 août 2023)